# Clive Brook
Clifford Clive Hardman Brook (1 de julho de 1887 – 17 de novembro de 1974) foi um ator de cinema britânico, ativo entre as décadas de 1918 e 1960.
Nascido em Londres, Inglaterra, casou-se com Mildred Evelyn, com quem teve dois filhos: Faith Brook e Lyndon Brook, ambos foram atores.